# Castillo de Locubín
Castillo de Locubín is een gemeente in de Spaanse provincie Jaén in de regio Andalusië met een oppervlakte van 103 km². Castillo de Locubín telt 4.212 inwoners (1 januari 2016).